# Jolla
Jolla Oy, a veces denominado como Jolla Ltd., es un diseñador y desarrollador independiente de varios dispositivos móviles así como de los proyectos de código abierto Sailfish OS y Mer. Con sede en Helsinki (Finlandia), Jolla tiene oficinas de investigación y desarrollo (I+D) en Helsinki y Tampere y un departamento y oficina de I+D en Hong Kong.